# 1941年バスケットボール男子欧州選手権
1941年バスケットボール欧州選手権（1941 European Basketball Championship）は、リトアニア・カウナスで開催される予定であったバスケットボール欧州選手権男子大会。通称「ユーロバスケット1941」。
ソビエト連邦が1940年にリトアニアを含むバルト諸国を占領したため、中止された。リトアニアには、本大会が中止となった補償として2011年大会の開催権が与えられた。